# Kevin Cramer
Kevin John Cramer (Rolette, Dakota del Norte, 21 de enero de 1961) es un político estadounidense que se desempeña como senador de los Estados Unidos para Dakota del Norte desde 2019. Anteriormente, Cramer presidió el Partido Republicano de Dakota del Norte (1991–1993) y se desempeñó como Director Estatal de Turismo (1993–1997) y Director de Desarrollo Económico (1997–2000). Sirvió en la Comisión de Servicios Públicos de Dakota del Norte desde 2003 hasta 2012.
El 6 de noviembre de 2018, Cramer derrotó a la senadora titular Heidi Heitkamp en la carrera de 2018 en el Senado de los Estados Unidos en Dakota del Norte.

## Primeros años, educación y familia
Cramer nació en Rolette, Dakota del Norte, el primero de los cinco hijos de Clarice (Hjelden) y Richard Cramer. Creció en Kindred, Dakota del Norte, en el condado de Cass.  Cramer se graduó de Kindred High School. Recibió una licenciatura de la Universidad de Concordia en Moorhead, Minnesota, en 1983. Obtuvo una maestría en administración de la Universidad de Mary en Bismarck, Dakota del Norte, en 2003.
Cramer y su esposa, Kris, tienen cinco hijos  y cinco nietos.

## Carrera política temprana
Después de la universidad, Cramer hizo campaña por un candidato a comisionado de impuestos republicano fallido en 1984. En 1986, hizo campaña por la candidatura del senador estadounidense Mark Andrews para la reelección. Andrews perdió ante el senador estadounidense Kent Conrad del Partido de la Liga Demócrata-No partidista de Dakota del Norte. El partido de Conrad es el afiliado de Dakota del Norte del Partido Demócrata. Cramer siguió trabajando para el Partido Republicano del estado.
Fue presidente del Partido Republicano de Dakota del Norte desde 1991 hasta 1993. A los 30 años, fue la persona más joven en ser nombrado presidente del partido estatal.
En mayo de 1993, el gobernador republicano Ed Schafer nombró a Cramer State Tourism Director, precedido por Jim Fuglie  y sucedido por Bob Martinson. Se desempeñó en ese cargo hasta que fue nombrado Director de Desarrollo Económico en junio de 1997, precedido por Chuck Stroup y sucedido por Lee Peterson en diciembre de 2000. En 1996, el líder de la mayoría de la Cámara de Representantes Dick Armey de Texas, Nativo de Dakota del Norte, persuadió a Cramer para que desafiara al congresista demócrata de EE. UU. Earl Pomeroy en el distrito del Congreso de Dakota del Norte .  Pomeroy lo derrotó 55% –43%. En 1998, Cramer se enfrentó a Pomeroy en una revancha.  Pomeroy lo derrotó nuevamente, esta vez por un margen de 56% –41%. Tras su paso como Director de Desarrollo Económico, Cramer se convirtió en Director de la Fundación de Liderazgo Harold Schafer.  Sirvió en esa posición hasta que fue nombrado para la Comisión de Servicio Público por el gobernador republicano John Hoeven. Cramer fue elegido para un mandato de seis años en 2004 cuando derrotó al candidato de NPL Ron Gumeringer 65% –35%. Cramer copreside el programa de vuelo de honor Roughrider.  Este programa brinda a los veteranos de la Segunda Guerra Mundial la oportunidad de visitar el memorial de la Segunda Guerra Mundial en Washington D. C. El 14 de enero de 2010, Cramer anunció que se postularía para el escaño de Dakota del Norte en la Cámara de Representantes de los Estados Unidos en las elecciones de 2010. Cramer fue muy visible a principios de 2010 en las reuniones municipales de Dakota del Norte, donde se opuso a la legislación de atención médica aprobada por la Cámara de Representantes de EE. UU. A fines de 2009. Cramer asistió a numerosas reuniones del Tea Party en Dakota del Norte, donde habló sobre energía , los impuestos, el empleo y la constitución estadounidense. No recibió la nominación en la convención estatal del Partido Republicano en marzo de 2010, perdiendo contra el exlíder de la mayoría de la Cámara Rick Berg.
Más tarde, en 2010, Cramer ganó la reelección para un segundo mandato en la Comisión de Servicio Público, derrotando al candidato demócrata Brad Crabtree del 61% al 35%.